# Vonarstræti
Vonarstræti è un film del 2014 diretto da Baldvin Zophoníasson.

## Trama
Eik è una madre single che lotta quotidianamente per sbarcare il lunario con ogni mezzo possibile. Sölvi è un ex atleta che sta ora cercando un upgrade su scala aziendale affrondando un boss dittatoriale la cui etica lascia un po' a desiderare. Móri è un autore, una volta rispettato e poi divenuto ubriacone a tempo pieno. Le vite di queste tre persone si intersecano in modo sorprendente.